# Grace Gratitude Buddhist Temple
Grace Gratitude Buddhist Temple is een boeddhistische tempel in New York op de 48 East Broadway. Het is een van de oudste boeddhistische tempels van Amerika. Het werd in 1974 door de grote monnik Fayun (法雲法師) gesticht. Deze monnik was in de jaren vijftig gevlucht uit communistisch China. Na zijn dood in 2003 werd zijn as teruggebracht naar de Yunmentempel in de Chinese provincie Guangdong waar hij tot begin jaren vijftig leefde.
Op elke eerste en vijftiende dag van de maand in de Chinese kalender wordt er door monniken en vrijwilligers vegetarische maaltijden gemaakt voor bezoekers.